# 有地浩
有地浩（ありち ひろし、1952年 - ）は日本の財務官僚、ファイナンシャル・プランニング技能士。

## 来歴
1971年東京教育大学附属駒場高等学校卒業。1975年東京大学法学部卒業、大蔵省入省（主税局国際租税課）。1977年から79年までディジョン大学、フランス国立行政学院に留学。1986年外務省在インドネシア日本国大使館一等書記官。1993年外務省在フランス日本国大使館参事官。2005年国際金融公社東京駐在特別代表。2011年日本決済情報センター代表取締役社長。2022年人間経済科学研究所代表パートナー。1級ファイナンシャル・プランニング技能士。2022年、瑞宝中綬章受章。

## 職歴
- 1975年4月：大蔵省入省（主税局国際租税課）。
- 1976年6月：主税局調査課。
- 1977年4月：主税局付（ディジョン大学、フランス国立行政学院に留学）。
- 1979年7月：経済企画庁調査局内国調査課。
- 1980年5月：経済企画庁調査局内国調査第一課。
- 1981年7月：小樽税務署長。
- 1982年7月：日本輸出入銀行総務部調査役。
- 1983年5月：日本輸出入銀行営業第四部第一課調査役。
- 1983年7月：日本輸出入銀行営業第四部第三課調査役。
- 1984年7月：国際金融局総務課長補佐（企画調整・渉外）[4]。
- 1990年7月：関東信越国税局直税部長。
- 1991年7月：関東信越国税局課税第一部長。
- 1992年7月：大臣官房企画官。
- 1995年5月：外務省在フランス日本国大使館参事官。
- 1994年5月：アジア開発銀行総務会第27回年次会合日本政府代表随員
- 1995年10月：国際通貨基金第50次年次総務会日本政府代表随員、国際復興開発銀行第50次年次総務会日本政府代表随員、国際金融公社第39次年次総務会日本政府代表随員。
- 1996年7月：関税局国際調査課長。
- 1997年7月：関税局国際機関課長。
- 1999年7月：理財局国有財産総括課長。
- 2000年5月：兼 理財局国有財産第二課長。
- 2000年8月：関東信越国税不服審判所長。
- 2001年7月：財務省大臣官房審議官（大臣官房担当）。
- 2002年7月：中国財務局長。
- 2003年9月：札幌国税局長。
- 2004年9月：名古屋国税局長。
- 2005年6月：大臣官房付。